# Oxytropis urumovii
Oxytropis urumovii là một loài thực vật có hoa trong họ Đậu. Loài này được Jav. miêu tả khoa học đầu tiên.